# Santiago Solari
Santiago Hernán Solari Poggio (* 7. Oktober 1976 in Rosario) ist ein ehemaliger argentinischer Fußballspieler und heutiger -trainer.

## Karriere

### Als Spieler
Solari begann seine Karriere 1994 bei Newell’s Old Boys und dem örtlichen Amateurverein Renato Cesarini. 1996 wechselte er nach Buenos Aires, zu River Plate. 1999 folgte der Transfer in die spanische Liga zu Atlético Madrid, und anschließend im Jahr 2000 zum Lokalrivalen Real Madrid.
Bei Real Madrid erzielte der Mittelfeldspieler bisher seine größten Erfolge: 2002 wurde die UEFA Champions League gewonnen, 2001 und 2003 die spanische Meisterschaft.
2005 unterschrieb Santiago Solari einen Drei-Jahres-Vertrag bei Inter Mailand und wechselte in die Serie A.
Ende Juni 2008 verlängerte Inter Mailand den auslaufenden Vertrag nicht und Solari wechselte ablösefrei zurück in seine Heimat Argentinien zu San Lorenzo. Im Juli 2009 erfolgte der Wechsel nach Mexiko. Er unterschrieb dort einen Vertrag beim Erstligisten CF Atlante.

### Als Trainer
Von Januar bis Juni 2016 trainierte Solari die A-Jugend von Real Madrid. Seit der Saison 2016/17 war er Cheftrainer der zweiten Mannschaft.
Nach der Entlassung von Julen Lopetegui übernahm Solari am 30. Oktober 2018 zunächst vorübergehend die erste Mannschaft, die nach zehn Spieltagen mit 14 Punkten auf dem 9. Tabellenplatz der Primera División stand. Nach vier Siegen aus vier Pflichtspielen wurde er als Cheftrainer bestätigt und mit einem Vertrag mit einer Laufzeit bis zum 30. Juni 2021 ausgestattet. Solari konnte die Mannschaft in der Liga zunächst stabilisieren und zog mit ihr in der UEFA Champions League als Gruppenerster in das Achtelfinale ein, wobei man am letzten Gruppenspieltag gegen ZSKA Moskau die höchste Heimniederlage in der eigenen Europapokalgeschichte hinnehmen musste. Im Dezember 2018 gewann er die Klub-Weltmeisterschaft, bei der man sich gegen die Kashima Antlers und den al Ain Club durchsetzte. Im Achtelfinale der Champions League schied die Mannschaft gegen Ajax Amsterdam aus, wobei man im Rückspiel mit einer 1:4-Niederlage erneut eine Heimniederlage mit drei Toren Differenz kassierte. In der Copa del Rey schied man im Halbfinale gegen den FC Barcelona aus. Am 11. März 2019 wurde Solari von seinen Aufgaben entbunden. Zu diesem Zeitpunkt stand die Mannschaft nach 27 Spieltagen mit zwölf Punkten Rückstand auf den Tabellenführer FC Barcelona auf dem dritten Tabellenplatz. Sein Nachfolger wurde Zinédine Zidane. Im Dezember 2020 übernahm er den Trainerposten bei Club América.

## Erfolge
als Spieler
- Primera División (Argentinien): 1997 (Torneo Apertura), 1997 (Torneo Clausura), 1998 (Torneo Apertura)
- Spanische Meisterschaft: 2001, 2003
- UEFA Champions League: 2002
- UEFA Super Cup: 2002
- Weltpokal: 2002
- Italienischer Pokalsieger: 2005/06
- Italienischer Supercupsieger: 2005, 2006
- Italienische Meisterschaft: 2005/06 1, 2006/07, 2007/08

als Trainer
- FIFA-Klub-Weltmeisterschaft: 2018

## Privates
Solari, der auch El Indiecito genannt wird, ist der Neffe von Jorge Solari und Cousin von Fernando Redondo, beide ehemalige argentinische Nationalspieler.
Fast die gesamte Familie Solaris ist vom Fußball geprägt. Sein Vater Eduardo und zwei seiner vier Geschwister (seine jüngeren Brüder Esteban Solari und David Solari) sind ebenfalls Fußballer.
Seine Schwester Liz Maria Solari ist Model.